# جوزيف فرانكلين سايلر
جوزيف فرانكلين سايلر (بالإنجليزية: Joseph Franklin Siler)‏ (1875–1960) كان طبيبا أمريكيا عمل في الجيش الأمريكي واشتهر ببحوثه حول انتقال حمى الضنك بواسطة البعوض في الفلبين.
عمل في مختبرات قوات التدخل السريع الأمريكية في فرنسا في الحرب العالمية الأولى، وتولى عمل أبحاث حول صناعة وكفاءة لقاحات مضادة لحمى التيفوئيد.